# Podstępna gra
Podstępna gra (chiń. 鸿门宴; pinyin Hóng Mén Yàn) – chiński film historyczny z 2011 roku.

## Treść
III wiek p.n.e. Cesarstwo Chińskie jest targane konfliktami, a rządząca dynastia Qin nie panuje nad sytuacją w kraju. Dowodzący armią rebeliantów Liu Bang i Xiang Yu postanawiają przejąć władzę w państwie. Ich armie odnoszą zwycięstwo, jednak wkrótce rodzi się między nimi nieufność i rywalizacja...

## Obsada
- Leon Lai - Liu Bang
- Feng Shaofeng - Xiang Yu
- Liu Yifei - Konkubina Yu
- Zhang Hanyu - Zhang Liang
- Anthony Wong - Fan Zeng
- Jordan Chan - Fan Kuai
- Andy On - Han Xin
- Xiu Qing - Xiao He
- Jia Qing - zabójczyni
- Ding Haifeng - Xiang Zhuang
- Zhao Huinan